# Batthyány Kázmér
Németújvári gróf Batthyány Kázmér Antal Ferenc (Pozsony, 1807. június 3. – Párizs, 1854. július 13.) reformkori liberális ellenzéki vezető, az 1848–49-es forradalom és szabadságharc alatt pedig főispán, kormánybiztos és a Szemere-kormány tagjaként Magyarország első külügyminisztere volt. Szerepéért távollétében halálra ítélték, emigrációban hunyt el.

## A reformmozgalom vezéralakja
A gróf németújvári Batthyány család sarja. Apja, gróf németújvári Batthyány Antal József (1762–1828), anyja, gróf Cecilie Rogendorf (1775–1814) volt. Az apai nagyszülei németújvári gróf Batthyány Tódor (1729–1812) tanácsos és galánthai gróf Esterházy Philippine (1734–1811) voltak.
A vele közel egykorú, a reformkorban és az 1848-as forradalomban szintén kiemelkedő szerepet játszó gróf Batthyány Lajossal meglehetősen távoli rokonságban állt: közös őseik szépapáik szülei, azaz mindkettejük hatodik fokú felmenői, gróf Batthyány Ádám (1610–1659) és első felesége, Aurora Katharina von Formentini zu Talmein (1609–1653) voltak.
Kázmér gróf fiatal korában a külföldieskedő, idegen szellemű magyar nagybirtokosok közé tartozott. Tanulmányait külföldön végezte, és magyarul is csak az 1830-as évek második felében kezdett tanulni. Nyugat-európai utazásai során megismerkedett a liberális eszmékkel és az 1830-as évek végére politikai nézetei gyökeresen megváltoztak. Az 1839–40-es, az 1843–44-es és az 1847-48-as országgyűlés felsőházában már mint a reformellenzék radikális képviselője vett részt. Támogatta a magyarországi ipar és közlekedés fejlesztését. 1839-40-ben Gusztáv bátyjával és Károlyi Lajos gróffal felállították a rohonci gazdasági tanintézetet.
Az 1844-ben megalakult Védegyletnek Kossuth Lajos igazgatója, Batthyány Kázmér pedig elnöke lett. 1845 szeptemberében a Vukovár–Fiumei Vasút Építésére Egyesült Társaság elnökévé választották, ugyanebben az évben Pécs díszpolgára címet kapott.  Jobbágyai nagy részét örökváltság útján felszabadította. Birtokain óvodákat, iskolákat, Rohoncon gazdasági iskolát alapított. A Magyar Gazdasági Egyesületnél pályázatot hirdetett a mezőgazdasági viszonyok átalakítását elősegítő tanulmányokra. Támogatta a tudományt és a művészeteket is. Nagy Károlynak, gazdasági ügyei intézőjének javaslatára felajánlotta a Magyar Tudós Társaságnak teljes rohonci és kisbéri könyvtárát. Vörösmarty Mihály anyagi támogatására évjáradékot juttatott. Nagy Károly az ő anyagi támogatásával építhette fel az 1840-es évek közepén a Bicskei Csillagvizsgálót.
1846-47-ben szlavóniai birtokán bujtatta Táncsics Mihályt. Ezt követően több megyében irányította az ellenzéket, és az ő közreműködésével lett Kossuth Lajos követ.

## Házassága
1847. november 4.-én Pesten a Kálvin téri református templomban feleségül vette a 39 éves gróf buzini Keglevich Auguszta (1808-1879) úrnőt, gróf buzini Keglevich Ágost (1759-1813) és gróf Maria Elisabeth von Waldstein-Wartenberg (1769-1813) lányát. Gróf Keglevich Auguszta, gróf Szapáry Antal (1802-1883) egykori felesége volt, de sikertelen házasságuk következtében elváltak. Batthyány Kázmér és Keglevich Auguszta házasságából nem született gyermek.

## Szerepe az1848–49-es szabadságharcban
1848. április 22-étől Baranya vármegye főispánja, majd szeptember 17-én kormánybiztosa lett. Önkéntesként részt vett a délvidéki harcokban. Szeptemberben Mohácson népfelkelést szervezett és csapataival több ütközetben megtisztította a Dráva–Duna szögét Jellasics utóvédként hátrahagyott csapataitól. Október 22-én önkéntesei élén bevonult az eszéki várba, az ingadozó várparancsnok, Jovics István vezérőrnaggyal szemben biztosítva ezzel a várőrség magyar alkotmányhoz való hűségét. 1849. február 2-től Szeged központtal a Kiskunság, Szeged, Szabadka és Zombor teljhatalmú polgári és katonai kormánybiztosává nevezték ki. A minőségében kiváló politikai érzékről tett tanúbizonyságot, határozott, de mérsékelt intézkedéseivel megalapozta Perczel Mór bácskai harctéri sikereit. Március 22-én részt vett a szőregszentiványi ütközetben. Április 2-ától május 2-áig országos kormánybiztossá nevezték ki, majd Szemere Bertalan kormányában külügyi, egyúttal ideiglenesen földművelés-, ipar- és kereskedelemügyi miniszter lett. Május 7-e és július 16-a között a kormányzói rendeletek ellenjegyzésének jogát is gyakorolta a távollévő hadügyminiszter helyett.

## Emigrációban
1849 augusztusában követte Kossuthot Vidinbe, majd Sumlába és a magyar emigrációval együtt Kütahyába. Menekülés közben Szemere Bertalan miniszterelnök rejtve vitte a Szent Koronát a déli határig, a Duna-parti Orsováig, Szemere megosztotta a titkát a vele utazó Batthyány Kázmérral: „A korona mint egy vámpír faldosta oldalamat. Kivinni lehetetlen volt, itthagyni nem akartam, megsemmisíteni sem, azonban elrejteni sem tudtam. Végre közöltem Batthyányval helyzetem nehézségét. Ő semmi fontosságot nem tulajdonított a dolognak, s mintha egy darab kőről volna szó, hidegen azt felelte: törd össze, vagy vesd a Dunába.” 1851 augusztusában hagyta el Törökországot, és haláláig Párizsban élt. Megírta emlékiratait, amely azonban csak részleteiben maradt fenn. Távollétében a császári hadbíróság halálra ítélte. 1987-ben, születésének 180. évfordulóján a montmartre-i temetőből hazahozták földi maradványait, és a siklósi vár kápolnájának családi kriptájában helyezték örök nyugalomra.